# Pánico de 1825

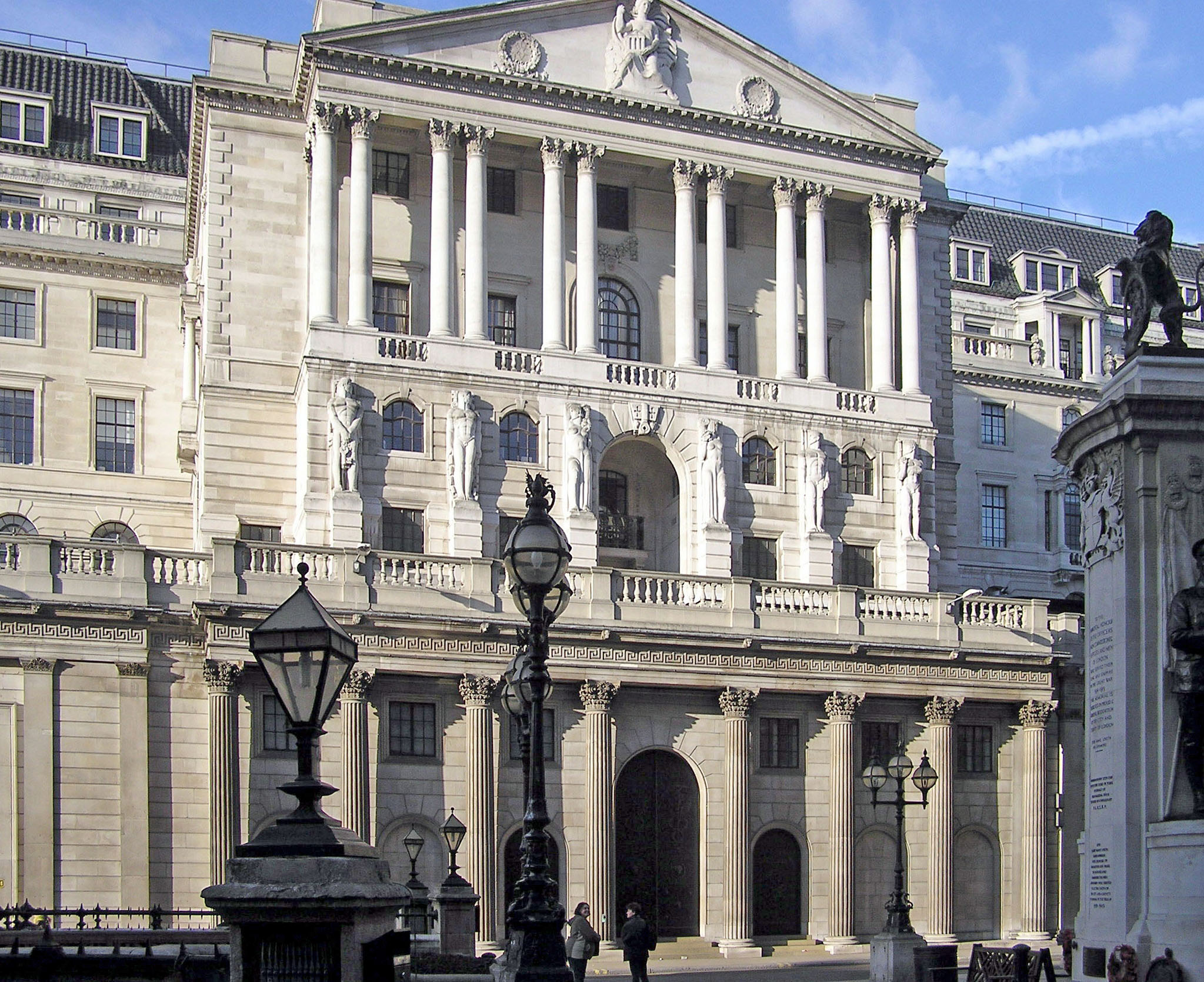
Sede principal del Banco de Inglaterra, edificio diseñado per John Soane.

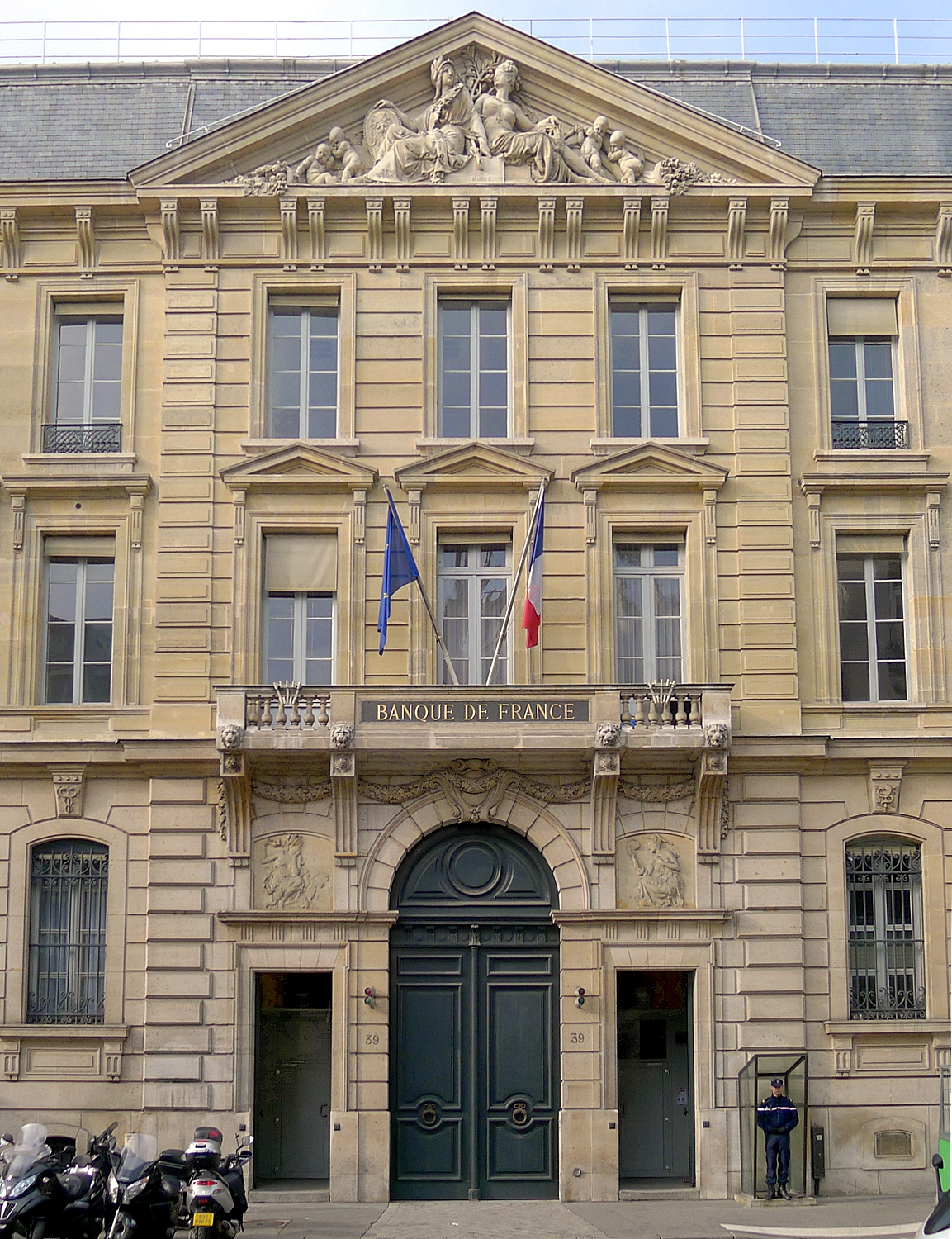
Sede actual del Banco de Francia en París.

El pánico de 1825 fue una caída de la bolsa de valores que comenzó en el Banco de Inglaterra, surgida en parte de inversiones especulativas en América Latina, incluido el país imaginario de Poyais. La crisis se sintió de manera más aguda en Inglaterra, donde precipitó el cierre de seis bancos de Londres y de sesenta bancos de otros países en Inglaterra, pero también se manifestó en los mercados de Europa, América Latina y Estados Unidos. Una transferencia de reservas de oro del Banco de Francia salvó al Banco de Inglaterra de un colapso completo.
El «pánico» se ha referido como la primera crisis económica moderna no atribuible a un evento externo, como una guerra, con el inicio de los ciclos económicos modernos. El período de las Guerras Napoleónicas había sido excepcionalmente rentable para todos los sectores del sistema financiero británico, y las acciones monetarias expansionistas tomadas durante la transición de la guerra a la economía en tiempos de paz iniciaron una oleada de prosperidad y de empresas especulativas. El auge del mercado de valores se convirtió en una burbuja y los bancos atrapados en la euforia hicieron préstamos de alto riesgo.

## Actuaciones bancarias
Setenta bancos colapsaron. La visión actual pone gran parte de la culpa de la caída en los bancos por no recopilar información de calidad, realizar una vigilancia inadecuada y no hacer la diligencia debida simple en las empresas. La lista habitual de causas de la crisis son:
- Emisiones de deuda latinoamericana.
- La facilidad de emisión de billetes de banco de los países llevó a socios sin escrúpulos a invertir en empresas de alto riesgo y alto rendimiento.
- Las acciones seguidas por el Banco de Inglaterra, aumentando rápidamente la oferta monetaria, ajustarla rápidamente a continuación, iniciar operaciones bancarias y finalmente negarse a actuar como prestamista de última instancia hasta que ya era demasiado tarde.

En ese momento, el Banco de Inglaterra no era un banco central, sino un banco público con fines de lucro con tres lealtades: sus accionistas, el gobierno británico y sus banqueros comerciales corresponsales. El Banco elevó la tasa de préstamo para proteger a sus inversores, en lugar de reducirla para proteger al público. El interés propio del Banco de Inglaterra causó fallos adicionales. Aunque el banquero Henry Thornton describió en 1802 al prestamista apropiado de las medidas de último recurso que debía tomar un banco central en una crisis de este tipo, no fue hasta la crisis de Overend Gurney de 1866 cuando el Banco de Inglaterra tomaría medidas para evitar retiros de activos debidos al pánico generalizado. La inacción por parte del Banco de Inglaterra llevó a un paro del sistema bancario, y fue seguida por bancarrotas generalizadas, recesión y desempleo.

## Antecedentes
Una serie de acontecimientos históricos estaban en juego para hacer fructificar el pánico de Gran Bretaña de 1825. Junto con la revolución industrial vinieron rápidos desarrollos en las finanzas y la banca. También en el período previo a la crisis, Gran Bretaña siguió involucrada en las guerras revolucionarias y napoleónicas francesas, enormemente costosas.
El colapso se produjo después de un período de finanzas en tiempos de guerra en el que Inglaterra suspendió el patrón oro como una medida temporal en momentos de guerra. La política monetaria expansiva resultó rentable para todo el sector financiero. Pero cuando terminó la guerra, y el gobierno se movió para restablecer el patrón oro y reanudar los pagos en efectivo, la economía se contrajo. En preparación para reanudar la convertibilidad, el Banco de Inglaterra elevó las tasas de interés, acumuló un stock de oro y retiró notas de la circulación. Esto provocó una deflación, pero permitió que el Banco reanudara la convertibilidad total en 1821.
Y aunque los economistas e historiadores generalmente proporcionan relatos no conflictivos de los eventos que condujeron a la crisis, se han presentado varios argumentos diferentes sobre los factores que fueron más importantes, con peso variable asignado por diferentes expertos.

### Teorías
- El estudio de 1925 de William Ackworth sobre la Reconstrucción financiera en Inglaterra, 1815–1822, argumentó que fue la política de deflación severa del gobierno y del Banco de Inglaterra la que exacerbó innecesariamente los problemas asociados con el cambio de una guerra a una economía de tiempos de paz.[6]
- Economistas como David Ricardo criticaron las acciones del Banco como resultado de la ignorancia.[6]
- Sin embargo, los académicos posteriores han sostenido que el Banco no era ignorante sino que estaba enojado por el esfuerzo del gobierno por restringir su autonomía y limitar su control sobre su nivel de responsabilidades.[7]
- Otros analistas han enfatizado no en la transición de la guerra a la paz, sino el papel de la especulación inglesa, bajo la política monetaria expansiva, en los mercados latinoamericanos.[8]
- Alexander Dick explica que la crisis fue única, ya que no fue causada únicamente por eventos externos como la guerra o la especulación en los mercados extranjeros, aunque estos ciertamente desempeñaron un papel. En cambio, sostiene que la crisis surgió de la diversificación de la economía financiera.[9]
- El notable análisis de Larry Neal sobre el colapso sostiene que ni la especulación ni el Banco de Inglaterra ni los bancos del país fueron los únicos responsables. En cambio, argumenta que todos los problemas que surgen de la transición de una guerra a una economía en tiempos de paz pueden remontarse a las vastas e crecientes «incertidumbres informativas» en las instituciones existentes.[6]

### Expansión de los bancos
Un factor citado por muchos analistas es la rápida expansión de la banca nacional durante la revolución industrial y la época victoriana. A partir de 1780, la banca nacional se extendió rápidamente por Inglaterra y Gales. Para 1810, había más de 800 bancos con licencia y sin licencia que emitían pequeños bonos y proporcionaban préstamos para capital de trabajo a pequeños talleres, minas y otras industrias nuevas.  Algunos estudiosos señalan que sin estos bancos, la Revolución Industrial probablemente habría sido estrangulada por la falta de capital antes de que pudiera comenzar.

### Revolución francesa y guerras napoleónicas
Europa permaneció envuelta en la prolongada Revolución Francesa y las Guerras Napoleónicas desde 1789 hasta 1815. A principios de 1793, Inglaterra se involucró. Aunque los países formaron un difícil tratado en el Tratado de Amiens en 1802, las hostilidades se reanudarían cuando Napoleón recuperó el poder en 1803. Gran Bretaña continuaría involucrada hasta la victoria británica en la Batalla de Waterloo en 1815.
El que pronto sería el emperador Napoleón hizo saber que tenía la intención de invadir Gran Bretaña, amasando tropas en las cercanas costas de Calais e impulsando a Gran Bretaña a invertir en aumentar su ejército y armada. El gobierno británico construyó defensas adicionales a lo largo de la costa sur de Inglaterra y fortaleció las antiguas, pero estas inversiones militares tuvieron un alto costo.

### Financiación de la guerra
Inglaterra implementó algunos impuestos adicionales durante la guerra, pero fueron impopulares, no lograron aumentar tanto como se esperaba, y, en última instancia, pensaron que era innecesario, ya que Inglaterra además de tener buena reputación con los acreedores podía permitirse financiar los costos de la guerra, emitiendo deuda, pero también había abandonado el patrón oro en 1797, lo que le permitió emitir notas adicionales sin respaldo.

#### Deuda
Gran Bretaña generalmente financió sus guerras emitiendo deuda en lugar de aumentar los impuestos, una estrategia que había empleado desde principios del siglo XVIII.
Financió sus gastos de guerra emitiendo una combinación de deuda no financiada y financiada. La deuda no financiada, eran las obligaciones a corto plazo no financiadas por los pagos de intereses por parte del prestatario, incluidas las facturas del ejército, ordenanzas, marina y tesoro, fueron más costosas para que las pagara la tesorería que las deudas a largo plazo. La deuda financiada, las obligaciones a largo plazo financiadas a través de los pagos de intereses efectuados por el prestatario a lo largo del plazo del préstamo, se utilizaron principalmente para retirar deudas más costosas a corto plazo. Esto ayudó a alargar el plazo de la deuda y reducir los pagos del servicio de la deuda del gobierno. El país podía seguir esta estrategia porque los acreedores consideraron que el gobierno parlamentario estable de Gran Bretaña era fiable, lo que le permitió emitir una cantidad sustancial de deuda y seguir con este método tradicional de financiación, del 90 por ciento de sus gastos mediante préstamos, hasta 1798. Pero a medida que avanzaban las guerras napoleónicas, los gastos masivos de Gran Bretaña alcanzaron niveles sin precedentes y el país se vio obligado a adoptar métodos de financiación adicionales.

#### Impuestos
Para ayudar con las cuentas en tiempos de guerra, William Pitt (el Joven)  implementó el primer impuesto progresivo a la renta de Gran Bretaña en 1798 como una medida temporal. El impuesto se mantuvo hasta 1802, cuando fue derogado brevemente durante el tratado de Amiens, antes de ser restablecido en 1803 cuando se reanudaron las hostilidades. Después de la victoria de Gran Bretaña en la Batalla de Waterloo en 1815 y la derrota de Napoleón, el canciller Nicholas Vansittart quiso retener alguna forma del impuesto, favoreciendo una reducción en lugar de una abolición completa. Temía que sin los ingresos, el gobierno tendría dificultades para pagar sus deudas y respaldar el crédito público. Pero se encontró con una feroz oposición del público, y en 1816 el impuesto a la renta fue nuevamente derogado.

#### Política monetaria expansiva

##### Suspender el patrón oro
En febrero de 1797, Inglaterra aprobó la Ley de restricción bancaria de 1797. Con lo que se suspendió la convertibilidad entre el oro y los billetes como una medida necesaria en tiempos de guerra. En marzo del mismo año, el Banco de Inglaterra también levantó una prohibición contra la emisión de pequeños bonos, para permitir una acción monetaria expansiva.

##### Mercados extranjeros
Aunque los bancos ya no estaban limitados por el patrón oro, varios economistas han argumentado que los bancos se mantuvieron relativamente prudentes. Sin embargo, las exportaciones récord con las Américas entre 1808 y 1810 y el crédito relativamente fácil facilitaron una mayor especulación en los mercados extranjeros. El boom terminó con un desplome en el verano de 1810, provocando una serie de fallas comerciales e insolvencias de los comerciantes. La crisis comercial se extendió rápidamente al sector financiero, ya que los comerciantes arrastraron a los banqueros que les habían otorgado crédito.

##### Caída de los tipos de cambio
A lo largo del período, la política monetaria expansiva y el crédito fácil también causaron la depreciación de la moneda británica y la caída de su tipo de cambio. Preocupado por esto, el gobierno nombró un comité para determinar si la convertibilidad debería reanudarse pronto, independientemente de si la guerra todavía estaba en curso. Este informe del lingote de 1810, se hizo influyente en la política monetaria por su análisis de cómo la política bancaria influye en los tipos de cambio.

##### El informe del lingote de 1810
Este informe argumentó que la política de crédito del banco central influyó en los precios y los tipos de cambio. Sugirió que la discreción del banco central en la política de crédito debería estar limitada por un estándar de oro. Esto no únicamente provocó una controversia entre 1810 y 1811 sobre el vínculo entre la política monetaria y los tipos de cambio, sino que también puso bajo control la prosperidad del Banco y socavó la autoridad de los directores del Banco. Sin embargo, en la práctica, el poder del Banco permaneció intacto mientras el gobierno todavía confiaba en él, para administrar las remesas y emitir deuda durante la guerra. El Tesoro defendió al Banco argumentando que la guerra requería una caída en los tipos de cambio.

### Prosperidad de la guerra
A través de estas políticas financieras en tiempos de guerra, que enfatizaron la política monetaria expansiva y las emisiones de deuda en lugar de depender únicamente de los impuestos, todo el sistema financiero británico prosperó mientras las hostilidades continuaron.
- El Tesoro se benefició con el aumento de los impuestos, el impuesto sobre la renta y un mercado ampliado para la deuda.[21]
- Mientras que la convertibilidad permaneció suspendida, el Banco de Inglaterra, actuando como un banco público, no como un banco central, se benefició con la emisión de billetes sin respaldo.[22]  El Banco también se benefició de su papel como mediador durante las guerras. Trabajó con el Tesoro como el agente que medía las transferencias fiscales nacionales y extranjeras durante una de las guerras más caras de la historia hasta ese momento.[21]
- Los bancos privados de Londres y los comerciantes extranjeros que huían de la extorsión expandieron los negocios dentro de la ciudad.
- Los bancos nacionales se expandieron rápidamente en Gran Bretaña entre 1780 y 1810. Después de que el Banco de Inglaterra suspendiera la convertibilidad y levantara las restricciones contra la emisión de billetes pequeños en 1797, los bancos de países pequeños podrían obtener ganancias al emitir billetes de pequeña denominación para reemplazar las monedas circulantes.[21]

### De la guerra a la paz

#### Tesoro
Al salir de la guerra y privado de ingresos por impuestos, el Tesoro se encontró luchando para pagar la enorme deuda del gobierno acumulada durante la guerra.

#### Banco de Inglaterra
Para compensar el agotamiento de sus propios flujos de ingresos rentables en tiempos de guerra, el Banco de Inglaterra tuvo que encontrar formas de reemplazar los ingresos obtenidos anteriormente a través de emisiones de bonos en tiempos de guerra.

#### Mercado de capital
El mercado de capital de Londres respondió a la jubilación de los bonos gubernamentales de alto rendimiento al producir lo que Larry Neal denomina como una «serie desconcertante» de nuevos activos financieros.

#### Bancos privados y clientes
Los bancos privados de Londres, los bancos de su país correspondiente y sus consumidores en industrias que van desde la agricultura hasta el comercio y la manufactura, que carecían información sobre estos nuevos productos financieros, encontraron difícil lidiar con la confusión resultante.

#### Rápida financiarización
El sistema financiero de Inglaterra se desarrolló rápidamente entre 1770 y el final de las Guerras Napoleónicas, coincidiendo con la industrialización del país. En 1770, únicamente cinco acciones estaban disponibles en la Bolsa de Londres. Pero para 1824, los inversores podían elegir entre 624 sociedades anónimas.

## Efectos de la crisis

### Negocio
La reinstauración del patrón oro implicó una contracción de la oferta monetaria y un estrechamiento de los préstamos bancarios, lo que dificultó que los comerciantes obtuvieran capital. Las quiebras aumentaron significativamente durante el resto de 1825 y casi se duplicaron en 1826.

### Industria editorial
La crisis también tuvo un efecto directo en la industria editorial. Si bien el choque no redujo el número de editores en Gran Bretaña entre 1825 y 1827, sí alteró radicalmente la naturaleza de la industria. Los editores que siguieron las tradiciones de la época romántica de ofrecer a los autores avances atractivos a menudo estaban endeudados con los bancos y otros acreedores, y esta práctica los dejó vulnerables durante la crisis. Como muchas empresas, muchas editoriales importantes se vieron obligadas a declararse en bancarrota. Los editores más antiguos como John Murray, Constable y Ballantyne, Hurst y Robinson, y Taylor y Hessey sufrieron durante la crisis, y algunos incluso se derrumbaron por completo.
El revés de las editoriales establecidas, permitió a los editores más nuevos y menos reputados cambiar el mercado. La demanda de las obras de gama alta estaban disminuyendo, pero el mercado de producciones más baratas, folletos y libros para niños se estaba desarrollando rápidamente. Los editores nuevos compraron las acciones de sus competidores anteriores con un descuento y emitieron ediciones baratas. Esto consiguió la demanda de ficción barata e inspiró la tendencia de la serialización.

### Regulación
La crisis de 1825, aunque sacudió la confianza pública, no destruyó el mercado, pero en última instancia trabajó para fortalecerlo y centralizarlo.
Muchos creyeron en ese momento que el colapso, junto con una serie de crisis subsiguientes y menos graves, puso de relieve la necesidad de mejorar la regulación. La Ley de Responsabilidad Limitada de 1855 y las Leyes de Sociedades de 1856 y 1862 intentaron regular mejor el mercado, con el efecto de hacer que la inversión fuera más accesible para los individuos e inversores.
El desplome provocó tal frenesí que los banqueros de Londres y sus clientes pidieron al gobierno que protegiera su crédito suspendiendo la convertibilidad, como lo hizo con la Ley de Restricción Bancaria de 1797. Este era el gobierno, preocupado por la caída de los tipos de cambio y en un esfuerzo por mantener la credibilidad, se negó a hacerlo. Pero para ayudar a aliviar el pánico público, el gobierno implementó una serie de reformas que abordaron la crisis como se percibió en ese momento.
- Los bancos pequeños serían reemplazados por sucursales del Banco de Inglaterra.[26]
- A los bancos de Londres se les permitiría competir por contratos gubernamentales y negocios,[26] eliminando el monopolio que el Banco había disfrutado durante las Guerras Napoleónicas
- El estándar de oro se extendería a Escocia para ayudar a controlar la confianza en el dinero fiduciario.[26]

Estas reformas ayudaron a centralizar la industria financiera y dieron paso a la forma en que el público entendía el dinero, la economía y la cultura. Mientras que los escritores de la época como James McCulloch, al principio, habían insinuado que los problemas surgieron debido a la decisión de abandonar imprudentemente el patrón oro, más tarde experimentó un cambio de perspectiva que fue evidente en sus escritos. Para cuando publicó The Late Crisis in the Money Market Impartially Considered, comenzó a pensar que la crisis no era atribuible a banqueros impulsados por la codicia, sino a un sistema financiero diversificado.

### Opinión pública
Si bien ahora se cree que la crisis fue causada por el proceso de transición entre las economías de la guerra y la paz, en ese momento se culpaba principalmente a los banqueros débiles de países pequeños que especulaban de manera imprudente.

### Economía cristiana
El choque causó muchas dificultades a muchas familias y las dejó confundidas sobre lo que había sucedido. Sus sentimientos impulsaron el crecimiento de la economía cristiana, que se convirtió en la teoría económica más popular de la década de 1830. La teoría suponía que la acción humana, motivada por el deseo individual, implicaba cierto grado de sufrimiento.

### El ciclo económico
La aplicación de esta doctrina de «expiación» condujo a la idea del ciclo económico. Se creía que el exceso de producción conducirá inevitablemente a precios más altos y, eventualmente, a una recesión económica.

### Literatura
Las Illustrations of Political Economy, «Ilustraciones de economía política», de Harriet Martineau sostienen que no existe una solución perfecta para los ciclos financieros. Más bien, su trabajo, junto con muchos otros de la época, parece sugerir que uno debería esforzarse por la inevitable confusión y el colapso.
Thomas Macaulay alude al estándar de oro dentro y fuera del país en su Review of Southey's Colloquies, «Revisión de los coloquios de Southey». Se refiere a «la moneda que se rebajó imprudentemente, y se restauró imprudentemente.»

## En la ficción
- La novela histórica de Stanley J. Weyman , Ovington's Bank , publicada casi un siglo después (1922), se centra en el Pánico de 1825.

- La novela Middlemarch (subtitulada: Un estudio en la vida de provincias) de George Eliot, escrita en 1870 pero ambientada en 1830, alude a la crisis y al impacto del colapso en la vida de las personas en la Inglaterra victoriana. de George Eliot , escrita en 1870 pero ambientada en 1830, alude a la crisis y al impacto en la vida de las personas en laInglaterra victoriana .